# Ilze Hed
Ilze Hed, född 8 april 1947, en svensk friidrottare (höjdhopp). Hon tävlade för klubben IF Gute.